# 大宋伝奇之趙匡胤
『大宋伝奇之趙匡胤』(『大宋传奇之赵匡胤』、英題：The Great Emperor in Song Dynasty、副題：The Legend Of Song）は、2012年に撮影され、2015年に公開された中国の歴史ドラマ。総監督は高希希。『三国志 Three Kingdoms』『項羽と劉邦 King's War』に続く、高希希三部作の最終作品。宋王朝の建国者で、中国史上屈指の明君と名高い趙匡胤の生涯を描いている。ドラマの設定時代は、五代十国時代・北宋初期。主演は陳建斌・殷桃・邵峰・王絵春。全48話。日本未公開。

## 登場人物一覧

### 宋朝
趙匡胤(宋太祖)(演：陳建斌)
北宋の初代皇帝。趙弘殷・杜審萍の次男。趙光義の兄。五代十国時代の混沌に終止符を打ち、文・仁・徳による善政を行った名君。住まいは勤政殿。
趙光義(宋太宗)(※旧名：趙匡義)(演：邵峰、※青年期：邱爽、※少年期：演者不明)
北宋の第二代皇帝。趙弘殷・杜審萍の三男。趙匡胤の弟。兄趙匡胤より12歳年下。「陳橋の変」において、兄・趙匡胤の即位を助けた。宋成立後、次期皇帝の座を狙って策を巡らし、宰相・趙普と激しく対立する。趙匡胤の死後、大望叶って皇帝に即位。
趙京娘(燕国長公主)(演：周揚)
永済県の人。元の名は梁京娘。両親の仇の匪賊・王擋を討つために、街で偶然知り合った趙匡胤に助けを求め、その義妹となる。仇討ちを成し故郷に帰って暫く後、汴京に赴き、張という男に嫁ぐ。その後ほどなくして汴京を離れ、息子・張闖を産んだ。夫の張がほどなく戦死すると、女手一つで息子を育てる。
両親の仇討ちから10年以上後、義兄・趙匡胤の命を受けた張瓊によって見つけ出され、汴京に赴き入宮。杜太后の正式な義娘となり、燕国長公主に封じられた。本当は義兄・趙匡胤のことを強く恋慕っていたが、様々な経緯により将軍・張瓊に嫁いだ。義兄・趙匡胤とは実の兄妹以上に親密。王皇后・宋皇后とも非常に仲が良い。
趙徳昭(演：劉禹辰、※少年期：黄毓嘉林)
趙匡胤と賀舒雅の息子。
勉強嫌いで奔放な性格。「知性と能力が乏しく、皇位を継ぐ器にない」と作中で言及されているが、成人後は急激な変貌を遂げ、聡明で勇敢な皇子となる。
洛陽郊外の皇陵の建設地の視察・整備を的確にこなした。黄河の水害に際し、趙普の建言で貴州防禦使に任じられ、さらには欽差副使となり、陳承昭とともに被災地の救済・調査に赴いた。
趙徳芳(演：卜康、※少年期：金泰熙)
趙匡胤と王皇后の息子。趙匡胤の次男。聡明で学問熱心な性格であり、趙匡胤のお気に入りの息子である。作中では有力な皇位継承者候補として描かれつつも、その若年を不安視されている。
趙光義の悪夢に登場し、安忠・葛覇を殺害し、趙光義を手に掛けようとした。父・趙匡胤の死後、即位した叔父・趙光義によって「一字平肩八賢王」に封じられた。
趙媖媖(永慶公主)(演：王茗)
趙匡胤と賀舒雅の長女。勉学の才がある皇女として描かれる。義叔母・符蓉の妖言に騙され、義母・王月虹(王皇后)を生母・賀舒雅の仇として激しく憎む。その後、王月虹が失意で危篤状態にある中、自身は宰相・魏仁浦の息子・魏咸信に嫁いだ。
趙婷婷(昭慶公主)(演：陳詩丹、※青年期：殷寒雪)
趙匡胤と賀舒雅の次女。勉学の才ある皇女として描かれる。義母の宋華洋(宋皇后)より1歳年上だが、実の姉妹のように仲が良い。武成軍節度使・王審琦の息子・王承衍に嫁いだ。
王月虹(王皇后)(演：殷桃、※少年期：李怡瑩??)
趙匡胤の二番目の正妻。宋朝最初の皇后。王饒と劉耘の娘。趙徳芳の生母。住まいは福寧宮。
夫・趙匡胤を一途に愛する賢妻。温厚で慈悲深い性格。
もと女道士。匪賊の王擋に捕らわれるが、趙匡胤たちに救われる。その後、高懐徳と符昭寿によって汴京の趙匡胤の実家に送られ、玉佩がきっかけで幼い頃の趙匡胤の婚約者であったことが発覚する。そして趙家の養女となり、賀舒雅(※趙匡胤の糟糠の妻)の死後、趙匡胤の妻となった。
杜太后の遺言した「兄終弟及」に反対し、それが原因で趙光義・符蓉らの罠に嵌められる。最後は失意のうちに重病にかかり、夫・趙匡胤に先立って死去。
符蓉(演：李雯雯)
趙光義の正妻。符彦卿の三女。欲深い野心家・策略家であり、冷淡な一面が強い。夫・趙光義とは時々口論になるが、喧嘩するほど仲が良く、互いに深く愛し合っている。
夫・趙光義を次期皇帝に擁立したいと目論み、様々な策を巡らす。杜太后の「兄終弟及」の遺詔に反対した王月虹(王皇后)と趙普を敵視し、薛鳳嬌や趙媖媖を利用して、王月虹に激しい精神的打撃を与え、ついには死に追いやった。
西暦975年死去。夫・趙光義との間に子を望むも、最後まで果たせなかった。
杜審萍(杜太后)(演：田玲)
趙弘殷の正妻。趙匡胤・趙光義の生母。宋朝皇太后。住まいは滋徳殿。
作中では賢明で果断な女性として描かれる。趙匡胤・趙光義も尊敬・崇拝してやまない偉大な存在であり、趙普ら宋朝の臣下達からも人望が厚い。
死の間際、趙匡胤と趙普の二人に対し、「兄終弟及」の遺詔を残し、趙匡胤の後継者に趙光義を指名。西暦961年、60歳で死去。自身の残した「兄終弟及」の遺詔は、死後絶大なる影響力を持ち、その遺詔に拠り、趙匡胤の死後、趙光義が即位した。
宋華洋(宋皇后)(演：王紫潼、※少女時代：徐源)
趙匡胤の三番目の正妻。宋朝皇后(※二番目)。宋偓と劉氏の娘。祖母と母は先の王朝の公主であり、高貴な生まれ。杜太后の万寿節に参列し、趙匡胤や王月虹、符蓉らとも対面した。西暦968年、符蓉と相国寺で偶然にも8年ぶり(※作中では「9年ぶり」との誤言及)の再会を果たす。符蓉に見い出された後、趙光義の提案によって、17歳で趙匡胤の皇后となった。
西暦952年生まれで、趙匡胤とは25歳差。徐蕊の5歳年下。義娘・趙媖媖より1歳年下(※若干、年齢差の設定に矛盾がある)である。天真爛漫で温厚・純朴な性格。素直で飾るところがなく、策士の符蓉も、純粋な彼女のことを手なづけられなかった。
人懐っこい性格で、誰とでも仲良くなれる。義妹・趙京娘や義娘・趙婷婷とも非常に親密。夫・趙匡胤とは深く愛し合っているが、父と娘ほどの年齢差であり、本当の純愛とは言い難い。趙匡胤との間に子を望むも、果たせなかった。
趙匡胤の真意を汲み取り、義子・趙徳芳を次期皇帝に据えようと考えるが、失敗。義弟・趙光義が即位した後、皇太后となった。
賀舒雅(演：王冠)
趙匡胤の最初の正妻。趙媖媖・趙婷婷と趙徳昭の母。会稽郡夫人(※趙匡胤の対南唐戦での活躍による)。
趙匡胤とは深く愛し合う仲。趙匡胤の2歳年下。趙匡胤の幼き頃の婚約者・王月虹が現れるも、最初は彼女のことを義姉として敬い、親しく接していた。だがほどなく、岳母・杜審萍に「王月虹を趙匡胤の正室として、あなたは側室になれ」と説得されてしまい、酷く心が傷付き、精神を病んでしまい、心の病気でそのまま死んでしまった。
趙普(演：王絵春)
宋朝宰相。趙匡胤の第一の腹心・参謀。宋朝建国期の第一の功臣。趙匡胤より5歳年上。
もと幽州薊県の人。戦乱により常山に移住し、その後も各地を転々。成人後、永興節度使・劉茨の幕僚となるも、文書係の小役人にしかなれず、周囲との関係にも嫌気がさし出奔。それから後、李筠にも仕官を請われたが、李筠が本当の英雄でないことを察し、仕官の誘いを断る。その後、各地を遊歴しつつ、あるとき陳摶老祖から英雄・趙匡胤の「華山の約」を聞きつけ、寿州にて趙匡胤の下に身を投じ、その参謀となった。
「陳橋の兵変」において、趙匡胤の即位を助ける。宋朝成立後、枢密使の職を経て、魏仁浦の後任として宰相に就任。趙匡胤の信頼厚く、4人立ての駕籠を下賜されたほど。
杜太后の「兄終弟及」の遺詔の証人となるも、その遺詔の内容自体には強く反対し、趙匡胤の考えを改めさせた。
宰相就任後、政事堂を取り仕切り、権勢を急速に増大させ、一方で傲慢な言動が目立つようになった。朝廷において絶大な権力を握り、宰相権限で政務を専断。趙光義とは当初良好な仲であったが、その後激しく対立し、闘争を繰り広げる。
やがて、趙光義の命を受けた雷有隣から横領罪を告発され、失脚。その後、謀反の嫌疑を告発されて一切の職を解かれた。最後は、敵対関係にあった趙光義と和解し、その即位を正当化させ、宰相に返り咲いた。
沈義倫(演：曹衛宇)
趙匡胤の信頼厚い重臣・参謀。宋朝宰相。
もとは王彦超の部下だったが、その後、趙匡胤の腹心の参謀となる。趙匡胤より18歳年上。「陳橋の兵変」において、趙匡胤の即位を助ける。
宋朝成立後は、要職を歴任し、三司使(副宰相)にまで昇進した。国子監・文廟・武廟の開設を管轄。趙匡胤に対して文治の重要性を説き、その義兄弟や武将を重用しすぎぬよう説いた。宋初、趙匡胤が「各地の旧節度使の権限を縮小し、旧知州・旧知県を撤廃したい」と考えた際には、権知鎮州事としてその政策に大きな役割を果たす。特に、鎮州節度使・王彦超らの強権縮小に尽力。これにより中央から新任の知州・知県が各地方に派遣されることになった。
宋の後蜀平定後、横領の嫌疑をかけられた知成都府事・呂余慶の代理・後任として、知成都府事に就任し、成都に赴任。5年間成都で立派に職を務め上げた。その後、李崇矩・趙普の失脚に伴い、中央に復帰し、枢密使＆参知政事に就任。政事堂・枢密院を取り仕切るようになる。その後ほどなくして宰相に就任した。
高懐徳(演：許毛毛)
趙匡胤の義兄。「結義兄弟」の長兄(※次兄は趙匡胤)。宋朝大将軍。
趙匡胤の最も信頼する武将であり、文武に優れ、人格も立派。後周のとき、戦で趙匡胤の身代わりとなって負傷したこともある。趙匡胤に決起を勧め、「陳橋の兵変」では、趙匡胤の即位を助けた。宋朝成立後、殿帥の身でありながら、趙匡胤の真意を汲み取り、率先して兵権を返上。
宋の天下統一のための討伐戦には必ず参陣し、多くの討伐戦で主帥を務めた。本作には宋朝の建国期の名将・曹彬が一切登場せず、作中において高懐徳が、史実上の曹彬の役割を担っているともいえる。
趙匡胤に厚く忠義を誓っており、趙光義の陰謀には強い危機感を抱いていた。だが最後は、趙光義の真心・誠意を汲み取り、その即位を後押しする。特に大きな過失もなく、趙匡胤の結義兄弟の中で唯一無事に生き残った。
張瓊(演：康凱)
趙匡胤の義弟。「結義兄弟」の三弟。宋朝駙馬都尉(※妻は趙京娘)。宋朝大将軍・殿帥。
粗忽で無鉄砲な性格だが、気さくでどこか人懐っこい一面もある。腕っぷしが強い酒豪で、武人肌の熱血漢。時々大きな失態を犯し、趙匡胤に叱責されることもあったが、趙匡胤の信頼は決して揺らがなかった。なお、作中では吃音の症状がしばしば見られる。
もとは戦乱で流浪を強いられた「ごろつき」だったが、趙匡胤の真心に強い感銘を受け、改心。以後趙匡胤の部下・義弟となり、趙匡胤とともに郭威軍に身を投じた。後周のときも、趙匡胤に付き従って数々の戦に従軍。「陳橋の兵変」では趙匡胤の即位を助け、自ら軍を率いて汴京に侵攻した。ただ、汴京侵攻で敵将・韓通を誤殺してしまい、趙匡胤の逆鱗に触れて一時投獄された。
宋朝成立後、李筠討伐で大手柄を立て、侍衛馬歩軍副都指揮使＆京城巡検に任じられた。李重進討伐、後蜀攻め、北漢攻めに参陣。宋朝の天下統一戦において度々功績を立て、趙匡胤の命の危機を救ったこともある。
妻の趙京娘(燕国長公主)とは、当初成り行き上夫婦になった関係だが、その後互いに強く愛し合う仲となった。
趙光義による買収を拒絶してその不興を買い、趙光義の罠に嵌められて、失脚。さらに趙光義の陰謀によって謀反の嫌疑をかけられ、最後は牢獄で自害してしまった。
符昭寿(演：姫晨牧)
符彦卿の息子。符蓉の兄。符苓・符茗の弟。趙匡胤の義弟。「結義兄弟」の四弟。宋朝将軍。
趙匡胤の信頼厚い武将だが、宋朝における官職はさほど高くない模様である(※ソースは作中での符蓉の言及)。李筠討伐・李重進討伐・後蜀討伐に参陣。不満を抱えつつも仕方なく兵権を返上。妹夫・趙光義を次期皇帝に擁立したいと強く考え、度々その謀議にも参与した。
作中の初期の頃は、わりとまともな人物だっただが、宋成立以降は、傲慢・我儘で浮ついた人格に変貌し、酒・女・遊びに入り浸る驕奢な放蕩者に堕落してしまった。不法行為も非常に多く、街で数多の美女を見出しては、度々強姦。凌辱を受けた女性5人が自害するという惨状だった。やがて韓珪らによって大罪を糾弾され、逃亡を試みるも失敗。劉温叟・韓珪によって、洛陽から汴京に護送される。最後は、趙光義の命を受けた葛覇によって汴京への途上で殺害された(※趙光義は、本来味方である符昭寿のことを、次第に足手まといであると考えだし、自分に害を及ぼす前に暗殺したのである)。
鄭恩(演：葉鵬)
趙匡胤の義弟。「結義兄弟」の五弟。もとは柴戸村の村民であったが、柴戸村を訪れた趙匡胤と知り合う。趙匡胤とともに盗賊退治を行った後、趙匡胤に付き従ってその部下・義兄弟となる。その後、盗賊・王擋の捕縛・処刑にも尽力。また、王擋に捕らわれた王月虹を救出した。その後、趙匡胤・張瓊とともに郭威軍に身を投じ、兵士として李守貞討伐戦や郭威の汴京侵攻にも参陣。だがその後、突然全く出番がなくなり、12話に渡ってその存在について一切言及されなくなってしまう。ちなみに作中では、「後周の頃から宋初にかけて、約4年半(4年5か月17日間)、契丹との国境沿いの守備の任に当たっていた」と言及されており、おそらく辺境守備にいたという都合上、登場させられなかったものと思われる。
そして18話になってやっと再登場。高懐徳・張瓊・符昭寿らとともに殿試を受験するも、落第。その後、趙匡胤に兵権を返上した。
19話に登場した後、暫くまた出番がなくなり、24話で再登場(西暦963年)。このときに契丹との国境防備の任務から約4年半ぶりに帰還したことになっているが、ここで18・19話での登場シーンと完全な矛盾が生じてしまう。
辺境での防衛任務を終え、汴京に呼び戻されると、すぐに趙匡胤によって禁軍教頭に任じられた。だが、自身の歓迎の酒宴において、盧多遜にけしかけられ、陶谷を激しく罵倒するという失態を犯し、禁軍教頭の職を即刻解かれ、謹慎処分となる。その後、王皇后(王月虹)を頼り、趙匡胤に許しを請おうとしたが、度々密かに王皇后のもとを訪れていることを密通と疑われ、激怒した趙匡胤によって殺された(※25話)。
王継恩(演：李建新)
もとは後周世宗に側近として仕える宦官だったが、宋朝成立後、趙匡胤に側近として仕えるようになった。
後周のとき、不注意で皇太子・柴宗訓を怪我させてしまい、それが原因で処刑されそうになったが、その場に居合わせた符蓉が命乞いをしたため、なんとか一命を取り留めた。その経緯から符蓉に強い恩義を感じ、符蓉やその夫・趙光義に厚い忠義を誓うようになり、度々二人の策略・陰謀のために働き、その耳目のような存在となった。宋朝成立後、符蓉・趙光義に従兄・賈琰の仕官を斡旋してもらうと、その恩義に深く感謝し、二人への忠誠心はますます強くなった。
「陳橋の兵変」では、符蓉とともに趙匡胤の即位に大きく貢献。宋朝成立後は趙匡胤の側近宦官となった。
趙匡胤にも一応忠義深く仕えており、趙匡胤が南唐の大将軍・林仁肇を排除しようと目論んだ際は、その「離間の計」に尽力。巧妙な演技で南唐の使者・李従善を上手く騙し、林仁肇を見事死に追いやる手柄を挙げた。
趙匡胤の死を第一発見し、素早く主人・趙光義に報告。趙光義の即位を助け、引き続き新帝・趙光義の側近宦官となり、宮中総監の地位を維持した。
魏仁浦(演：閻沛)
後周・宋朝の二朝四代に渡って宰相を務めた朝廷の重鎮。宋朝建国期の大功臣。賢明で見識深く、学問・政務に精通し、衆望も厚い。
時勢にさとく、「陳橋の兵変」が勃発すると、後周の群臣が憤慨する中、一人強く趙匡胤への服従を唱えた。
趙匡胤の信頼が非常に厚い宰相であり、老いと病により度々辞意を示すも、慰留された。26話になって重病により宰相職を辞し、引退。しかし、趙匡胤が優秀な侍医を派遣して手厚い治療を行い、延命した。
その後、太傅に封じられ、皇次子・趙徳芳の教育係となった。
陶穀(演：孫寧)
宋朝大臣。後晋の代より朝廷に仕えている。趙普派。盧多遜の師匠(※後に敵対関係に)。
出世欲や物欲が非常に強いしたたかな大臣であり、権力者に媚び、人格は芳しくない。もとの姓は「唐」だが、後晋の石敬瑭(太祖)との避諱のために「陶」の姓に改姓するほど、上司・主君へのおべっかが巧妙だった。
趙匡胤の即位式の際に詔書を起草。その手柄で宋朝でも翰林学士承旨の高位を維持され、朝廷で一定の影響力を持った。宋朝第一回の科挙において主考官を担当。不正・収賄に手を染めようとするも事前に露見し、趙匡胤から強く釘を刺された。だがその後は、科挙の主考官を立派に務め上げ、失態を挽回した。
やがて宰相・趙普の腹心の部下となり、以後趙普の策略・陰謀を助けた。成都監軍・横海節度使といった地方での重職を立派に務め上げ、刑部侍郎の職を追加されるなど出世した。さらに趙普は、腹心・陶穀のことを枢密副使に抜擢しようと考えていたが、これはどうやら未遂に終わったようである。
西暦970年の科挙において、主考官・宋琪に多額の賄賂を贈って買収し、息子・陶戩を合格させようとしたが、その不正が露見し、刑部侍郎から刑部員外郎への降格処分となり、宰相・趙普から厳重注意を受けた。
宰相・趙普が失脚すると、恩義をすっかり忘れて親分の趙普を見限った。そして趙普が謀反の嫌疑をかけられると、擁護の弁をせぬどころか、趙普への厳罰を説く有様だった。
盧多遜(演：樊営)
宋朝大臣・重臣。趙光義派。副宰相。
劉温叟の娘婿。陶穀とは当初師弟関係にあったが、後に敵対。
趙光義の洋洋たる前途に早くから目を付け、朝廷の大臣の中で最も早く趙光義に取り入り、その腹心の部下となった。趙光義からの信頼が非常に厚く、常に謀議に参加し、彼の策略・陰謀を強く助けた。
宋朝第1回の科挙で恩師・陶穀とともに主考官を担当。不正をあくまで拒否していたものの、陶穀に巻き添えにされそうになった。だがその後は、科挙の主考官を立派に務め上げ、失態を挽回した。
李重進討伐戦において、自ら揚州に赴き、旧友・安友規への内応工作に成功。その功績で翰林学士に昇進する。さらに、武平・南平の偵察に赴き、両地の平定に大きく貢献した。
西暦970年の科挙でも、不正を犯した宋琪に代わって主考官を見事に務め上げ、趙匡胤から褒賞を授かった。
宰相・趙普が失脚するに伴い、参知政事(副宰相)に就任。その後も主君・趙光義の即位を助けるべく尽力した。
博学多彩で優秀な文人(文官)であり、科挙にも自らの実力のみで合格してみせたほど。朝廷での立ち回りも非常に上手く、趙光義という強力な後ろ盾を得、自分の才覚を大いに発揮し、順調に出世した。
劉温叟(演：李燕生)
後周・宋朝の重臣。盧多遜の岳父。忠義心に厚く、清廉で剛正・率直な性格。
後周への忠義に厚く、趙匡胤の二心を強く疑っていた。後周が滅びた後、当初は宋朝への服従を拒絶し、張永徳に反乱を要請するほどだった。だがそのすぐ後、趙匡胤の熱意と真心に強く感化され、改心。宋朝への帰順を決意し、御史中丞＆翰林学士に任じられ、以後趙匡胤と宋朝への厚い忠義を誓った。
その後、御史中丞として様々な事件を厳正に調査・解決。趙匡胤の強い信任を受け、尚方宝剣まで授けられるほどだった。
徒党に与せず、権力者にも阿らない性格であり、孤高の潔白な賢臣である。魏仁浦・趙普・沈義倫・呂余慶と並ぶ朝廷屈指の重臣という扱いで、趙光義は劉温叟を宰相に推挙したこともある。だが趙匡胤は、「劉温叟は人柄が剛直・厳正すぎて、やや協調性に欠け、宰相向きではない」と考え、これを敢えて抜擢しなかった。
呂余慶(演：国文学)
宋朝重臣。副宰相。趙匡胤からの信頼厚い忠義の賢臣。
もとは後周世宗が、趙匡胤のもとに潜り込ませた目付役(密偵)の将軍である。「陳橋の兵変」にも参加し、当初は動静を見守っていたが、やがて趙匡胤の即位を強く支持し、兵変の成就を助ける。
宋朝成立直後、北漢と遼に赴き、両国との和平をひとまず成功させた(※北漢はその後裏切る)。李筠・李重進討伐にも参加。その後、参知政事となり、民情視察のために各地に赴く。
宋朝の後蜀制圧後、知成都府事に任じられ、蜀の地の安撫・視察のために、劉温叟とともに成都に赴く。その後、妻・賈氏と娘婿・牛徳水が原因で、陶谷によって成都での横領の嫌疑を掛けられたが、趙匡胤には監督不行き届きの罪のみを追求され、死罪を免じられ、謹慎処分となった。
それから暫く作中に登場しなくなるが、宰相・趙普が失脚した頃に朝廷に復帰。再び参知政事(※副宰相)となった。
宋朝の重臣として度々功績を挙げ、朝廷でも屈指の重臣として扱われている。公正無私な性格で、趙普とは私怨こそあれ、これを根に持たず、趙普に謀叛の嫌疑が向けられたときも、彼を強く擁護した。
符彦卿(演：魯玉傑)
後唐・後晋・後漢・後周・宋の五朝に仕えた朝廷の元老。後周・宋の重鎮。符苓・符茗・符昭寿・符蓉の父親。趙弘殷・杜審萍の親友。趙光義の岳父。趙光義派。趙匡胤の命の恩人でもある。
死をも恐れぬ勇猛果敢な武将であり、智謀に優れ、威望著しい。後晋のとき、遼太宗(耶律徳光)が自ら契丹の軍を率いて南侵したが、自らも軍を率いてこれを迎え撃ち、敵の撃退に成功した。
後周世宗の国舅であり、世宗からの信頼が非常に厚く、重職を担った。後周世宗が趙匡胤への猜疑心を強めた際は、その疑念の緩和に尽力。趙匡胤の命の恩人となった。
宋朝成立後は、淮陽王(魏王)＆西京(洛陽)太守の地位に就いた。符蓉・符昭寿に触発され、娘婿・趙光義の皇位継承に関して強く思慮を巡らせるようになる。杜太后が危篤に陥った際、単身で杜太后の病床に赴き、「兄終弟及」の原理を説き、「趙光義への皇位継承を陛下(趙匡胤)に対して遺言するように」と強く唆した。その結果、杜太后は「金匱の遺詔」を残し、それが趙匡胤の後継者を巡る争いの火種となってしまう。
趙匡胤は命の恩人である符彦卿のことを特別に重視し、彼を侍衛馬歩軍都指揮使に任じようとした。だが、趙光義との結託を危惧した宰相・趙普がこの人事に猛反対し、侍衛馬歩軍都指揮使への就任は急遽取り止めとなった。
やがて、韓珪によって洛陽での収賄・横領罪を告発され、汴京に召喚された。その後は娘婿・趙光義の審理によってついに罪を認め、引退を迫られることとなった。
張永徳(演：楊哲)
郭威の外甥。柴栄(後周世宗)の娘婿(駙馬都尉)。後周のとき、大将軍として兵権を握る。一時期は禁軍殿帥(殿前都点検)の職にあったが、趙光義・趙普らの策によって澶州に左遷された。
宋朝成立後、後周旧臣・劉温叟によって宋への反乱を要請されたが、熟慮の末それを拒否し、宋に誠意をもって帰順。趙匡胤から厚い信任を受け、宋朝でも使相・将軍として重用された。李筠討伐にも参加。また武平救援では主将を務めている。
主君・趙匡胤への忠義に厚く、趙光義の陰謀には反対していた。だが趙匡胤の死後、最終的には趙光義の真心・誠意に強く胸を打たれ、彼の即位を後押しした。
雷徳驤(演：李躍民)
後周・宋朝大臣。後周への忠義厚く、当初は宋朝への服従を良しとせず、酒宴の場で後周を懐かしむ反詩を詠んでみせたりもした。実直な性格を認められ、沈義倫の推薦で判大理寺事に就任。
後に妓楼狂いに陥り、趙匡胤の不興を買った。さらに、趙光義の指示で宰相・趙普の横暴を弾劾。かえって趙匡胤の逆鱗に触れ、朝堂にて群臣たちの面前で大恥をかかされ、そのまま精神を病んで大病を患い、危篤状態となった。最後は、息子・雷有隣の将来を開封府尹・趙光義に託し、仇敵・趙普への復讐を遺願して病死した。
王彦超(演：夏志卿)
五代において多くの藩鎮・節度使を歴任してきた有力な武将。趙弘殷・符彦卿らとも親交が深い。趙弘殷の義弟でもある。沈義倫の旧主君。
第1話において、後漢の復州防御使として登場。復州を訪れた趙匡胤と対面する。そして趙匡胤の申し出た賭けに乗り、趙匡胤に対して資金援助を行った。その後、趙匡胤との賭けに敗れ、彼の気概を深く見込み、趙匡胤を郭威の軍に推薦した。
後周の代に鎮州節度使となり、宋朝成立後もその地位を維持された。趙匡胤が地方節度使の権限の縮小を推し進め始めると、その方針にやや反発しつつも、最終的には恭順の意を示し、兵権・節度使特権をすっかり返上。その後は汴京に帰還し、多数の子や孫に囲まれて幸せな余生を過ごした。
衛融(演：姫成功)
もとは北漢の宰相。西暦960年、李筠の反乱の救援のために、皇帝・劉鈞とともに5000の兵を率いて澤州に赴いた。劉鈞が帰国した後も、3000の兵を率いて駐留。しかし宋との戦いに敗れ、その捕虜となった。その後、宋に帰順し、太府卿に任じられ、やがて中書舎人となる。
趙匡胤に文治政治の重要性を説き、宋朝に大きな転機を与えた。また、西暦969年の北漢攻めにも参加している。
陳承昭(演：呂寧)
もとは南唐の枢密使。大将軍として水軍を統括していた。西暦957年、後周との戦いに敗れ、その捕虜となり死を覚悟したが、趙匡胤に直説得され、後周に投降。後周の将軍となる。
その後、北宋でも将軍として仕え、水利事務や北漢の水攻めに尽力した。水軍を訓練しており、南唐討伐のために水虎捷軍副都指揮使に任じられ、実際に南唐征伐にも参陣した。また後蜀討伐の際は1万の水軍を率いて長江を守り、南唐の侵攻を防いだ。
また、黄河の水害に際し、工部侍郎＆左神武統軍に任じられ、欽差大臣として皇長子・趙徳昭とともに被災地の澶州・青州・鄆州へ調査・救援に赴いた。
安友規(演：楊凱文)
李重進の腹心の部下。揚州監軍。盧多遜の友人。楚昭輔の内応工作により、宋との内通を決意。その後、盧多遜の説得によって李重進を裏切り、揚州を脱出して宋に投降。滁州刺史に任命された。揚州攻め(李重進討伐)では先鋒将軍を務めた。
趙彦韜(演：孫紅)
もと後蜀の官吏、兵部検正。楚昭輔とは同郷で、彼の旧友・義弟である。宰相・李昊の命令で密かに汴京に偵察へ赴く。汴京偵察後、一度成都に戻り、孟昶に復命し、宋が後蜀攻めの準備をしている旨を伝えた。その後、孫遇とともに北漢への使者に赴く手筈だったが、孫遇を騙して汴京に戻り、楚昭輔のもとに赴き、事情を詳細に説明。孟昶が北漢皇帝・劉鈞に渡す手筈だった密書を宰相・趙普明け渡した。その後、宋の臣下となり、疎密都承旨の職を与えられた。やがて工部侍郎に昇進するも、宰相・趙普の威光を笠に不正・横領に手を染めた。
賈琰(演：霍青)
趙光義の腹心の参謀。冷静沈着で頭が切れる。趙光義の野望の実現を助けた、そのブレーン的存在。開封府推官。
王継恩の従兄。王継恩の父の姉妹の嫁ぎ先の親戚関係。王継恩の幼少期の命の恩人でもある。故郷は陝州。初登場時は42歳。師は陝州の譚筠。仕官の道を求めて従弟・王継恩を頼るも失敗。しかし楚国夫人・符蓉の助けで開封府における職を得る。
入職してすぐ、開封府に持ち込まれた訴訟を適切に解決して趙光義の信頼を得、趙光義の腹心の部下(参謀)となり、やがて開封府推官に昇進し、開封府の中に移り住んだ。参謀として、主君・趙光義に度々適切な助言を行い、趙光義を何度も救った。
後蜀討伐編では、事前に密偵として蜀の成都に潜入。後蜀の近況を報告しつつ、亡き王皇后の生き写し「花蕊夫人(徐蕊)」の存在を趙光義に教えた。
趙光義が劉温叟を買収しようと金銀財宝を彼に与え、それが趙匡胤に露見したときも、適確な助言を行い、難を逃れさせた。
兵変に備え、開封府で10万の私兵を養成。趙光義の皇位継承を助けるべく、彼に対して様々な献策を行い、さらには皇帝・趙匡胤の毒殺を強く説いた。
趙光義の皇帝即位後、晴れて朝廷の大臣となった。
楚昭輔(演：劉広厚)
趙普の義弟・親友。趙普とは30年以上の付き合いである。当初は親友・趙普の腹心の部下として働いていたが、やがて趙普の冷徹薄情な性格に嫌気が差し、自己保身と私欲のために趙普を裏切り趙光義のもとに身を投じる。
李重進が反乱を起こした際、欽差大臣として揚州に赴き、監軍・安友規に内応工作を行った。その後。李重進に殺されかけたが、安友規に助けられて絶体絶命の危機を脱した。
成都監軍の任にあった際、巨額横領に手を染めて、趙匡胤や宰相・趙普の怒りを買い、失脚。しかしその後、宰相・趙普を見限って趙光義のもとに身を投じ、三司使に昇進した。
西暦969年の北漢討伐の際、北征諸路転運使に任じられ、軍需品・糧食の調達・運搬の全責任を負ったが、趙匡胤から「三日以内に全ての軍需品・糧食を準備しろ」と命令されて、一気に絶体絶命の窮地に立たされた。幸い趙光義の助けによってこの危機を無事解決し、趙光義への大恩を感じて、彼への忠誠を強めた。
その後も趙光義・趙普を天秤に掛け、どちらに味方するかを熟考していたが、最後は趙光義の強い説得によって、趙光義陣営の完全な味方となった。趙光義を主君と仰ぎ、二心なき忠誠を誓った後は、宰相・趙普の知られざる罪を暴露して彼を失脚に追い込み、趙光義の皇位継承への野望を大いに助けた。
姚恕(演：彭振中)
趙光義の腹心の部下。
賈琰の同郷の学友で、師匠は譚筠。もとは工部の役人で、工部では制作・修繕の事務を担当。だが上司に直言して怒りを買い、工部を出奔。その後、賈琰に推挙されて趙光義に仕えるようになり、開封府推官に任じられた。趙光義に何度も適切な助言を行い、その信頼を得た。
太医の程徳玄は親友(義兄)。妓楼通いで判大理寺事・雷徳驤とも友人になった。
その後、澶州の知州事となった杜審肇の補佐役として、澶州通判に任じられた。黄河の水害に際しては十分な職責を果たせず、職務怠慢で逮捕されて汴京に連行される。その後、刑部の大牢に収監され、最後は罪を問われて処刑された。
程徳玄(演：張新華)
姚恕の親友(義兄)。優れた手腕を有する医者。「劇毒無形」という特殊な遅延性毒薬の使い手で、証拠を残さずに人を殺せる秘技を持つ。友人・姚恕の推薦により、趙光義に大金で雇われ、孟昶の毒殺に尽力。その後、趙光義の推薦で皇宮に入り、徐蕊の病を治すなどして趙匡胤の信頼を得、そして宮中の太医に就任。宮中では、趙光義の耳目として密かに働いた。
やがて、賈琰によって「皇帝趙匡胤の毒殺」を命じられたが、恐怖と不安でひどく動揺して放心状態になり、命令を実行に移すことはできなかった(※代わりに王継恩が薬に毒を混ぜていた)。
葛覇(演：胡敬佩)
趙光義の腹心の侠客。趙光義への厚い忠義を誓い、殺し・脅迫などの穢れ役を担った。
もとは汴京の東郊外の民。大変な孝行息子で、病気の母を救うために、街に出て自分を身売りし、奴婢になる代わりに金を得て、母の治療費に充てようとしていた。だが街で身売りをしている際、偶然出会った将軍・符昭寿に酷く侮辱され、彼と喧嘩になり、激怒して符昭寿を殴りつけてしまった。その後、符昭寿の部下たちによって暴力的仕返しを受け、捕らえられ、さらに符昭寿によって開封府に突き出された。だが開封府尹・趙光義は、その激烈な性格や、元来の腕っぷしの強さ、孝行心の厚さなどを見込み、彼を利用しようと考え、ひとまず自身の裁きで葛覇を牢に入れた。
獄中にあった際、趙光義と賈琰に騙され、「母がすでに死んだ」と告げられ、激しく怒り狂う。そして、「母を救えなかったのは趙光義のせいだ」と決め込み、仇敵・趙光義への復讐のために、牢中で武術の修練に励み、武術の腕を格段に上げた。その一方で趙光義は、賈琰に命じて葛覇の母を救出させ、葛母を治療して重病から救った。これらはすべて、趙光義の計画通りだった。
その後、武術の手練れとなると、牢から解放され、母が趙光義によって命を救われたことを知り、大いに感激した。そして、趙光義を大恩人と敬い、以後趙光義の部下となり、命をささげて忠誠を誓うことを宣言した。
趙光義の腹心の侠客となった後は、孫岩暗殺や符昭寿暗殺、董枢・孔璘脅迫など、影の汚れ役に徹した。
胡賛(演：楊雨橙)
趙普の腹心の部下。李崇矩の妻の従弟。もとは商人。
郭威が後周を建てた後、入朝し工部員外郎の職にあったが、人に陥れられ、失職して商人に逆戻り。宋朝成立後、徳州に赴任して来た義兄・李崇矩に賄賂を贈って取り入り、宋朝での仕官の道を得ることに成功。李崇矩の推挙で趙普の部下となり、政事堂枢機使に任じられた。そして以後は、宰相・趙普の腹心の部下としてよく働き、その強い信任を得た。
だが、元来の商人気質で欲深く、最後は横領・収賄に加担し、主君・趙普までも巻き添えにしてしまう結果となった。
宋琪(演：李頴佳)
趙光義のもとに送り込まれた趙普派の内応者。李崇矩は旧上司。
もとは賈琰の同窓生。書と詩に優れ、賈琰の推挙で趙光義の部下となり、開封府吏員に任じられた。だがその実は、趙普派の重臣・李崇矩が敵情視察のために趙光義のもとに送り込んだ密偵であり、趙普派の臣下だった。
趙光義は、やがて宋琪が趙普派の内応者・密偵であると気付き、次第に彼を遠ざけ始め、賈琰の調査で確証を得て、宋琪を密かに仲間から除外した。そして趙光義は、宋琪が密偵であることを逆手に取って策を弄し、趙普を罠に嵌めることとした。
開封府吏員の職を退いた後、龍州知州事に任じられ、現地に赴任して災害救援に功績を挙げた。その後、翰林学士に就任。西暦970年の科挙では主考官を務めるも、甚だしい不正を行い、韓珪に糾弾される。そして、受験生の魯梁・徐士廉によって、趙匡胤に直接汚職を告発され、主考官を解任され、一切の官職までも免じられ、平民に落ちぶれた。
李可度(演：趙王武)
趙普の私邸(宰相府)の執事。主人・趙普に比較的忠実に仕えていたが、その失脚後は趙普に完全に見切りをつけた。最後は趙光義派に買収され、主人・趙普を裏切り、そして「趙普が反詩を詠み、謀反を企んでいる」と趙匡胤に対して告発した。
杜審肇(演：安瑞雲)
杜審萍(杜太后)の弟。国舅。趙匡胤・趙光義の叔父。
趙匡胤に仕官をねだるが、姉の杜審萍(杜太后)にきつく叱責されて失敗し、一度は役人への道を諦めた。だがその後暫くして、甥・趙光義を頼って趙匡胤に再び官位をねだり、ついには澶州知州事となった。
黄河の洪水による水害に際しては、救済や対応を一切行わず、酒・女・遊びに溺れ続けた。そして、その罪を咎められて逮捕され、汴京に連行され、刑部大牢に収監され、最後は罪を問われて免官された。
孫岩(演：国浩)
張瓊に仕える侍従。張瓊のもとでは2年間勤めていた。登場時の年齢は30歳。些細な失言で上官・張瓊の激しい怒りを買ってしまい、張瓊に酷い虐待を受け、強く張瓊を恨み憎んだ。その後、趙光義の部下・賈琰に唆されて、御史台に赴き張瓊の謀反の罪を告発。皇帝・趙匡胤に対し、「張瓊が100人の私兵と大量の武器を駙馬府に隠し、謀反を企んでいる」と強く訴えた。
趙光義の張瓊排除計画に利用された後、最後は口封じのために葛覇によって殺された。

### 後周
郭威(後周太祖)(演：盧勇)
もとは劉知遠に仕える有力武将であり、後漢の建国にも貢献。後漢成立後、大将軍として兵権を握った。
劉知遠の死後、その子の劉承祐(隠帝)に仕えた。反乱を起こした河中護国節度使・李守貞を討伐し、李守貞を自害に追い込んだ。だが、劉承祐は郭威の忠誠心をひどく疑い、都に人質として拘留していたその家族を皆殺しにした。
劉承祐に家族を皆殺しにされたことを知ると激怒し、反乱を決意。柴栄や趙匡胤らに黄袍を着せられて皇帝になり、兵を率いて後漢の都・汴京を攻め、劉承祐を自害に追い込んだ。
西暦951年、正式に皇帝に即位し、後周を建国。3年後の西暦954年、養子の柴栄(※郭威の正妻の甥)に皇位を譲って病死した。
柴栄(後周世宗)(演：呉暁東)
五代屈指の明君と名高い後周の皇帝。後周世宗。
郭威の正妻の甥で、郭威の養子。郭威軍の有力武将。郭威軍に身を投じた趙匡胤のことを強く気に入り、自身の親兵(侍従)とした。河中城攻め(李守貞討伐)では的確な献策を行い、反乱制圧において大いに活躍。その後、郭威の後漢への反乱にも付き従い、郭威を皇帝に擁立する際は大きな役割を果たした。
後周の成立後、澶州節度使に任じられ、現地に赴任した。その後、郭威の崩御に際し皇位を継承して、後周の第二代皇帝となった。
皇帝即位後は、腹心の武将・趙匡胤を大いに重用し、天下統一の大志を果たすべく北漢討伐や南唐討伐を行い、領土を拡張。さらには遼(契丹)を攻め、燕雲十六州の一部を奪回することにも成功した。
契丹遠征の途上で重病に罹り、汴京に帰還。病床にあって信頼していた忠臣・趙匡胤への猜疑心を強め、その存在を危惧し、趙匡胤を毒殺しようとまでするほどだった。だがその後、符彦卿の説得によって趙匡胤の忠心を一応は信じ、彼を殿前都点検に任じた。
西暦959年に病によって39歳の若さで崩御。7歳の皇太子・柴宗訓に皇位を譲った。なお、趙匡胤の存在には最後まで少なからず不安を抱いており、遺言で彼を帰徳節度使に任じ、宋州に左遷。さらには万一に備え、重臣の韓通に「趙匡胤に謀反の兆し有れば、その一族を皆殺しにせよ」との密詔を残した。
符茗(符皇后・符太后)(演：田雨晴)
柴栄の二番目の皇后。柴宗訓の継母。符彦卿の次女。符苓の妹。符昭寿・符蓉の姉。姉・符苓の死後、柴栄の皇后となった。住まいは福寧宮。皇后として、柴栄に献身的に尽くす。
柴栄の死後、皇太后となり、幼君・柴宗訓を補佐し、臨朝称政に当たった。重臣・趙匡胤の忠誠心を疑い、酒を賜ってこれを試した。その後、趙匡胤の謀叛の意思を知って憤慨し、兵を発動して趙匡胤ら反乱軍一味を誅滅しようと目論んだが、宦官・王継恩の裏切りに遭い、失敗。その結果「陳橋の兵変」が勃発し、後周は滅亡を強いられる。
後周が滅び、宋朝が成立すると、趙匡胤によって周太后に封じられ、鄭王・柴宗訓とともに洛陽に赴き、貴族待遇の安穏とした暮らしを送った。
潞州節度使・李筠が宋朝への反乱を起こした際、呼応を要求されたがこれを拒否。むしろ宋朝の利を第一に重んじて、逆賊討伐の檄文を出し、叛将・李筠を破滅に追い込んだ。
韓通(演：宋来運)
柴栄の信頼厚い武将。後周の有力将軍・大臣。韓珪の父。勇敢な将軍だが、傲慢で負けん気が強く、残忍な一面もある。
趙匡胤とは旧怨があり、仲が良くない。かねてより趙匡胤の忠義に強い猜疑心を抱いており、策を弄して度々趙匡胤を陥れようとしたが、いずれも失敗に終わった。
柴栄の死後、その遺言によって、輔政大臣＆同平章事に任じられ、幼君・柴宗訓を補佐。さらに、「趙匡胤に謀反の兆し有れば、その一族を皆殺しにせよ」との密詔を拝命した。その後、韓珪の策に従い、仮病を使って趙匡胤を自宅に呼び寄せ、彼を誅殺しようと図った。しかし、かえって趙匡胤に丸め込まれ、趙匡胤と和解して義兄弟の契りまでも結んでしまう有様だった。その優柔不断さは、息子・韓珪にも呆れられる始末である。
やがて「陳橋の兵変」が勃発し、趙匡胤の反乱軍が汴京に攻め入ると、兵を率いてこれに応戦。しかし、張瓊との戦いに敗れ、討ち死にした。
韓珪(演：李雨軒)
韓珪の一人息子。冷静沈着・頭脳明晰で、忠孝・正義に厚く、武芸にも優れる。弩の名手でもある。後周の臣下にカテゴリーしたが、後周での官職には就いていない。ただ後周への忠義に厚く、父・韓珪の死後は後周の遺臣としても活動した。
当初は趙匡胤を警戒しつつも柔軟な考えだった。だがやがて趙匡胤の謀叛の意思を知ると、趙匡胤を超危険人物と見なし、彼を誅殺しようと考えた。だが趙匡胤誅殺計画は、父・韓珪の婦人の仁により大失敗。その後、趙匡胤の謀叛の意思を符太后に密告し、趙匡胤と反乱軍一味を誅殺せんと図ったが、宦官・王継恩の致命的な裏切りによりまたしても策は失敗。
その後「陳橋の兵変」が勃発し、父・韓通が趙匡胤の反乱軍に殺されると、父・韓通の仇討ちと後周再興のために、後周の遺臣として活動を始める。まずは反乱を起こしていた揚州刺史・李重進のもとに身を投じ、匡復将軍に任じられ、宋朝に反抗。揚州の戦いでは、得意の弩で趙匡胤を射殺しようと図ったが、張瓊の邪魔が入り、あと一歩のところで失敗。李重進の反乱軍が窮地に陥ると、江南国(南唐)へ救援要請に赴いたが、援軍を得ることはできなかった。
李重進の反乱軍が壊滅すると暫く行方をくらませていた。その後、杜太后の葬儀に際し、葬列を襲撃して趙匡胤を暗殺しようとしたが、これも失敗。張瓊に捕縛されたが、趙匡胤に罪は問われず、釈放された。
趙匡胤暗殺失敗後は、華山にて出家し、道士(華山道士)になった。道士になった後は、趙匡胤への恨みをひとまず捨て、心をきっぱり入れ替え、世直しのために各地を放浪し、民情を視察。民のために正義を果たすべく尽力し、不正な役人を度々趙匡胤に告発した。
父の死から10年以上後、洛陽において符昭寿の不法行為を目の当たりにし、さらには符昭寿に強姦されそうになっていた美女・姫燕珏を救出した。
その後、符昭寿・符彦卿の大罪を直接趙匡胤に告発し、二人に誅罰を与えることに成功。姫燕珏を救った縁で彼女に求婚され、その申し出を受け入れることを決意。父・韓通の墓前で姫燕珏と愛を誓い合って晴れて結婚し、新たな人生の門出を迎えた。
ちなみに趙匡胤は、かねてより韓珪の見識の高さやその義侠心・正義感の強さを高く買っており、「彼を還俗させて宋に仕官させ、暫く御史台の官吏として務めさせ、その後高齢の劉温叟に代えて、新たな御史中丞に任命したい」と強く望んでいた。だが韓珪は、趙匡胤の好意に感謝しつつも、自由気ままな人生を良しとし、朝廷への仕官を丁重に固辞した。
李重進(演：李泓瑞)
後周の有力な将軍。郭威(後周太祖)の娘婿(駙馬都尉)。柴栄(後周世宗)の義理の兄弟。
柴栄の南唐攻めに参陣。陽山の戦いでは趙匡胤と協力して戦い、大活躍。敵の名将・陳承昭を生け捕りにする功績を挙げた。
侍衛馬歩軍都指揮使として侍衛親軍司を統括し、京城の12万の禁軍を指揮。後周において非常に強大な兵権を有し、その存在には趙匡胤・趙普・趙匡義らもひどく警戒していた。
やがて趙匡胤の策略で謀反の嫌疑を掛けられ、柴栄から強い猜疑心を向けられ始めた。その後、柴栄の遺言で揚州に左遷され、南唐の侵攻を防ぐ任を与えられた。
柴栄が崩御し柴宗訓(後周恭帝)が即位すると、後周を見限って揚州の地で反乱を起こした。宋朝が成立した後、帰順を促されるもこれを拒否。南唐に救援要請を行うもあえなく失敗し、その後、宋・呉越国の連合軍(10万)に揚州城を激しく攻められ、最後は戦死した。

### 後漢
劉承祐(後漢隠帝)(演：王東明)
後漢の皇帝(隠帝)。劉知遠の息子。父の死後、西暦948年に18歳の若さで即位。暗君・暴君。愚昧で猜疑心が異常に強く、忠奸の区別がつかない。大将軍・郭威の忠誠をひどく疑い、人質としていたその家族を全て殺害。さらに岳父や宰相・蘇逢吉の讒言を信じ、楊邠・王章・史弘肇ら多くの宰輔重臣を誅殺。最後は、大将軍・郭威によって反乱を起こされ、西暦951年に自害。都・汴京は陥落し、後漢は滅亡した。
郭崇(※演者不明)
劉承祐が郭威の軍に送り込んだ密偵。劉承祐に家族を人質とされ、やむにやまれず間者をする羽目になった。密偵として郭威軍を監視し、さらには劉承祐から「逆賊郭威・柴栄を処刑せよ」との密命を受けていた。だがあっけなく正体がばれ、郭威・柴栄らに捕縛される。そして、改竄された密詔を全軍の前で読み上げるよう強要された。

### 後晋
李守貞(演：楊樹)
河中護国節度使。後晋の有力武将。一時、契丹に投降するも離反し、河陽の地で独自の勢力を築き上げ、やがて河中の地に拠点を移す。その後、鳳翔節度使・王景崇、永興節度使・趙思綰と連携し、後漢に対して反乱を起こした。当初は白文珂率いる後漢軍と対峙し、戦いを優位に進めていた。だがその後、援軍にやって来た後漢の郭威軍の奇策に嵌められ、最後は自害して果てた。

### 後唐
陳鎧(演：范雨林)
第一話の冒頭の解説シーンで登場。作中において最初に登場する人物である。
禁軍殿帥。西暦926年、李嗣源を皇帝に擁立し、李存勗(後唐荘宗)に対して反乱を起こした。李存勗を絶体絶命の窮地に追い込んだが、禁軍将校の趙弘殷に射撃され、討ち死に。自身の起こした反乱も鎮圧された。史実では西暦926年に反乱を起こしたのだが、作中では「趙匡胤が生まれた日(西暦927年3月21日)に反乱を起こした」と確かに言及されており、史実と1年程の誤差・矛盾が生じてしまっている。
郭従謙(演：杜従海)
第一話の冒頭の解説シーンで登場。李存勗(後唐荘宗)の近臣。禁軍将校。陳鎧の反乱崩壊からまもなく、私怨から皇帝・李存勗に対して反乱を起こし、最後は李存勗を射殺した。

### 南唐(江南国)
李煜(南唐後主)(演：張亜希)
南唐皇帝・李璟の六男。琴棋書画や詩詞歌賦の才能には抜群に優れているが、治国や政務にはあまり興味を示さず自由奔放な性格。
父・李璟の病死後、西暦961年に南唐皇帝(江南国国主)に即位。当初は、宋朝と非常に良好な関係を維持していたが、宋が天下統一への野心を強めると、次第に宋朝に反抗の意思を示し始める。
宋の帰順要請を拒否し、宋が南唐に攻め入ってからも徹底抗戦を主張し続けた。だが結局、高懐徳の率いる宋の大軍に金陵を攻められ、南唐は滅亡。自身は皇后の周英とともに捕縛され、汴京に連行された。
宋に降伏した後は、趙匡胤の温情で特別に死罪を免じられ、「違命侯」という皮肉めいた地位に封じられ、併せて右千牛衛上将軍の職も授かった。そして、汴京に邸宅を賜って、妻の周英とともに貴族待遇の安穏とした暮らしを許された。
李璟(李景)(南唐元宗)(演：蘇茂)
南唐皇帝(江南国国主)。五代屈指の名君。李煜・李従善の父。
天下に覇を唱えんとする大きな志を持つ。仁義に満ちた英明な君主で、群臣を巧みに起用し、民を我が子のように愛し、善政を敷いて国力を増強させた。その在位中、閩・楚の二か国を併合し、領地を飛躍的に拡大し、南唐の勢力を大いに強めた。
西暦956年、勇んで後周に戦いを挑んだが、完敗。後周に降伏し(※形式上は和議)、臣下の礼を取って国名を南唐から江南国に変更。自身は皇帝から降格して江南国国主を自称。さらには敗北の代償として、江北14州をはじめとした国土も割譲する始末となった。
後周に完膚なきまでに敗れた後は、自身の軽率な行動を後悔し、強く自重して後周との友和を維持した。また後周が滅びて宋朝が成立した後も、宋朝と友好関係を結んで、自国の安定を第一に考えた。
揚州で反乱を起こした李重進が、江北14州を餌に協力要請をしてきたが、李重進軍の形勢不利を察し、熟慮の末にこれを拒否。そして、宋朝との友好を維持した。南唐の援軍を得られなかったことで、李重進は敗死への道を突き進むことになる。
西暦961年に崩御。
徐鉉(演：高森)
南唐(江南国)の重臣。忠臣。翰林学士承旨。徐蕊(花蕊夫人)の叔父。
南唐が後周に完敗した際は、降伏(和議)の使者として柴栄の幕舎に赴いた。
宋朝に対して友好的な大臣であり、宋との戦いにおいて後蜀の孟昶・花蕊夫人が、南唐に援軍を求めた際も、これに反対した。
宋が南唐へ帰順を要請した際は、主君・李煜に対して宋への帰順を唱えた。宋が南唐を攻撃してから後も、徹底抗戦を主張する李煜に対して宋との和平を唱え、一時は撤兵要請の使者として汴京に赴き、宋皇帝・趙匡胤に謁見した。
南唐滅亡後は、李煜・李景達らとともに宋に降伏。趙匡胤にその忠義を認められ、宋朝における翰林学士の地位を与えられた。
林仁肇(演：李昱孚)
南唐(江南国)の大将軍。枢密使。名将。文武両道の優れた忠臣。趙匡胤が甚だしく恐れた南唐最大の強敵。
趙弘殷と戦場で対峙し、その左腕を負傷させたことがある。後周との「滁州の戦い」において大いに奮戦し、南唐軍が壊滅的被害を受ける中、ただ一人、2000の人馬を率いて廬州に撤退することに成功した。
李重進の反乱軍が南唐に救援要請を行った際、李重進の軍への呼応を李璟に進言した。
やがて、趙匡胤の仕掛けた「反間の計」によって陥れられ、猜疑心を強めた皇帝・李煜によって毒殺された。

### 後蜀
孟昶(後蜀後主)(演：劉亜津、※友情出演)
後蜀の皇帝。淫乱奢侈に耽り、政務を怠け遊びに現を抜かし、国を甚だ乱した暗君。花蕊夫人(徐蕊)を溺愛し、豪勢な花蕊宮を新築するほどの有様だった。
宋が後蜀に帰順を要請した際、これを達観して拒否。宋が後蜀を攻めようとすると、北漢・南唐(江南国)に救援要請を行い、宋を挟撃しようと図ったが、失敗に終わる。
後蜀が宋軍によって攻め滅ぼされた後、宋朝に投降。汴京に連行された後、趙匡胤によって死罪を免じられ、秦国公に封じられ、さらに中書令＆検校太師に任じられた。加えて、汴京に豪華な邸宅を賜り、貴族待遇の安穏とした暮らしを許された。だが、「花蕊夫人を後宮に送り込みたい」と目論んだ趙光義に、その存在を邪魔者と見なされ、最後は趙光義によって毒殺された。
徐蕊(花蕊夫人)(演：殷桃)
後蜀皇帝・孟昶の寵妃。成都の名望高い大儒学者・徐銘の娘。南唐の大臣・徐鉉の姪。趙匡胤の皇后・王月虹の生き写しであり、その容姿は極めて酷似している(※作中では、主演の殷桃が王月虹と徐蕊の二役を演じている)。作中での描写に拠れば、西暦947年生まれで、趙匡胤より20歳年下。
絶世の美女で、舞踊や琵琶の演奏、詩作などの才に優れる。夫・孟昶から異常なほどに強く寵愛されている。後蜀にいた頃の住まいは花蕊宮。孟昶には2年間仕えた。夫・孟昶の荒淫無道ぶりを嫌っていたが、自分を寵愛してくれることには強く感謝しており、孟昶との夫婦の情愛は非常に深かった。
見識・学識ともに深く、国政にも関心が厚い。さらに、祖国「後蜀」への強い愛国心を併せ持っている。
宋が後蜀を攻めようとした際は、自身の叔父で南唐(江南国)の翰林学士承旨でもある徐鉉に密書を送り、救援要請を行った。
後蜀の滅亡後、夫・孟昶と共に宋に降伏し、汴京に連行される。孟昶が趙光義に毒殺された後、後宮に移り住み、金城夫人(女官)に封じられ、福寧宮にて起居し、蜀国の史籍を修訂した。加えて、趙匡胤の良くない行いを直接諫める権限も与えられた。なお、あくまで亡夫・孟昶への貞節を貫き、趙匡胤の嬪妃にはならなかった。
作中での言及に拠れば、もとは天真爛漫な性格だったが、後蜀滅亡後、風変わりで物静かな性格に変貌してしまったとのこと。
当初は、「孟昶毒殺の真犯人が趙匡胤である」と強く疑っていたが、趙匡胤と長く接していくにつれ、その優れた人となりを認め、疑いは解けた。趙匡胤のことを名君として高く評価し、その仁徳にも深く敬慕している。当初は後宮にあっても趙匡胤とは疎遠だったが、やがて趙匡胤と心が通じ合い、段々と趙匡胤に惹かれ、愛情が芽生えていくようになる。そして趙匡胤とは一種のプラトニックな関係になった。
最後は趙匡胤の好意・真心に心を許し、勤政殿で一夜を共にして男女の交わりを結んだ。その翌日、手下の調べで「孟昶と小蝶を毒殺したのが趙光義である」との確かな情報を得て、趙匡胤に対して、「宋の天下のために、凶悪残忍な野心家・趙光義を誅殺してください」と強く請うたが、趙匡胤にこの諫言を受け入れられず、最後は絶望し、自害して果てた。

### 北漢
劉継元(北漢英武帝)(演：鄒東孝)
北漢の第4代皇帝。英明で見識の深い君主。劉鈞の養子。劉継恩の同母異父弟。
異父兄の皇帝・劉継恩が殺害された後、宰相・郭無為によって擁立され、皇位に就いた。冤罪で牢に収監されていた楊継業を完全に許し、大将軍に抜擢。さらに遼(契丹)にも援軍を求め、宋の攻撃に頑強に対抗した。宋が太原を水攻めしたときは、自ら陣頭指揮を執り、懸命に対処に当たった。
劉鈞(北漢睿宗)(演：程雨軒)
北漢の第2代皇帝。したたかで狡猾な性格の君主。劉崇の息子。
宋朝成立直後、呂余慶が和平の使者として北漢を訪れた際、口だけは友和を承諾したが、実際は嘘を付き、反乱軍の李筠と手を組んで宋を攻撃しようと図った。そして、自ら5000の援軍兵を率いて澤州に赴いたが、味方した李筠側が不利だと悟り、2000の兵を率いていち早く本国へ退却。3000の兵を宰相・衛融に預けて澤州に残し、事態を静観した。
楊継業(劉継業)(演：王輝)
北漢の名将・大将軍。北漢の忠臣。異名は楊無敵。趙匡胤が「北漢攻めにおける最大の強敵」とひどく恐れ、「自身の部下にしたい」と望んだほどの猛将。
後に宋太宗(趙光義)に仕える。『楊家将演義』の主人公の一人・楊業として後世非常に有名だが、作中ではまだ北漢に仕える武将。
呂余慶が太原に使者として赴いた際、群臣の中の先頭に紛れている。
西暦969年、供奉官・恵磷の策に掛かって牢獄に収監されていた。だが、承旨学士・李惲の建言により牢から釈放され、皇帝・劉継元によって冤罪を完全に許された。それに加え、国姓である「劉姓」を授かり、また建雄軍節度使に任じられ、北漢の大将軍に復帰した。
対宋戦では、南面行営都部署として京城の2万の兵を率い、主将として宋軍に応戦した。
まずは、宋の先鋒・李継勲の大軍の撃退に成功。また、団柏谷において趙匡胤が率いる宋の本軍に奇襲攻撃を仕掛けた。団柏谷で敗れた後は、太原へ繋がる要道・汾河橋にて再び堅く守りに徹し、宋軍に勇敢に抗戦。汾河橋で敗れた後は太原に退くも、宋軍の猛攻に対し大いに善戦し、1か月以上太原を守り抜いた。
宋が北漢に最後通牒を突き付け、水攻めを予告した際も、怯まず徹底抗戦を唱えた。
郭無為(演：邱雲鶴)
北漢の宰相。
劉鈞によって宰相に抜擢され、政務を司った。劉鈞の死後即位した劉継恩との間に確執が生じ、激しく対立するようになった。そして、友人の供奉官・恵磷に唆されて、劉継恩を裏切り、宋側の内応者になりかけた。
だがその後、暗君・劉継恩が近臣に殺害されると、その不慮の死に乗じて聡明な皇子・劉継元を新帝に擁立した。
劉継恩とは対立するも、自分の推戴した新帝・劉継元には厚く忠誠を誓っていた。劉継元の即位後は宋の内応者をやめ、しばらくは主君・劉継元のために力を尽くして働いていた。
しかし、宋が北漢に最後通牒を突き付け、水攻めを予告したことで、流石に怖気付き、皇帝・劉継元に対して宋への降伏を強く説いた。そして、自分の説得を劉継元に飲ませるべく、もっともらしく死諫のふりをしようとしたが、承旨学士・李惲にこの芝居を見破られ、彼に本当に殺されてしまった。
李惲(演：于従海)
北漢の重臣。承旨学士。北漢の忠臣。
冤罪で牢に収監されていた将軍・楊継業の潔白を主張し、主君・劉継元に対してその再起用を強く説いた。また、劉継元の命を受け、使者として遼の都・上京に赴き、遼穆宗(耶律璟)に謁見。巧みに耶律璟を説き伏せ、これによって北漢は遼国の援軍を得ることに成功した。
宋が北漢に最後通牒を突き付け、水攻めを予告した際も、怯まず徹底抗戦を唱えた。そして、宋への降伏を強く唱える宰相・郭無為の死諫の芝居を見破り、自身の手で郭無為を誅殺した。

### 呉越国
銭弘俶(銭俶)(演：劉国光)
呉越国皇帝。小心だが、果断で思慮深く、聡明な性格。宋朝に非常に友好的な君主。
西暦960年、李重進に反乱への協力を要請され、悩んだが、宋の使者・沈義倫の説得や宋皇帝・趙匡胤の誠意に強く胸を打たれ、宋との永遠の友好を固く約した。そして自ら2万の援軍を率い、揚州攻め(李重進討伐)に参加。趙匡胤とも対面し、宋と呉越国の末永い和親を強く確認し合った。
また、西暦975年の宋の南唐討伐にも協力。自ら4万の兵を率い、常州を攻め落とし、金陵で宋軍と合流。そして南唐滅亡から1か月余り後、趙匡胤からの要請を受け、自ら汴京に赴いた。汴京で趙匡胤に謁見した際、宋の属国となり、君臣の礼を取ることを宣言。加えて、趙匡胤の父・趙弘殷との避諱のために、「銭弘俶」から「銭俶」に改名までした。
1か月余り汴京に滞在し、杭州に帰還。趙匡胤に手土産として渡された包みには、呉越国討伐を要請する大臣たちの上奏書がぎっしりと詰まっており、それを故意に見せられることで、宋への帰順を暗に強く促された。
その上奏文の山を目にした銭俶は、呉越国の将来が残り僅かであることを悟り、2年後の西暦978年に正式に宋に帰順。宋に国土を明け渡し、呉越国はついに滅びた。

### 遼(契丹)
耶律璟(遼穆宗)(演：張承好)
契丹(遼)の第4代皇帝。遼太宗(耶律徳光)の息子。遼世宗の従兄。
宋朝成立後、宋の使者・呂余慶の話を聞き、ひとまず宋朝との休戦を約束。
だが西暦969年、友邦・北漢から救援要請を受け、宋との敵対を決意し、南方面へ援軍を出した。しかし、かねてより傲慢粗暴な性格で、朝臣からの恨みをかっており、北漢に援軍を送った2か月後の西暦969年3月、近侍によって殺害された。

### その他の登場人物
薛鳳嬌(演：孫嘉)
宮女。符茗と王月虹の二人に側近侍女として仕えた。
もとは呉越国の人。幼い頃、役人だった父と母を無実の罪で殺されてからは、仇である呉越国王を恨み、呉越国を討ち滅ぼして父母の仇を取ることに執念を巡らせていた。
当初は符茗(符后)に仕える侍女だった。後周が滅びた後は符茗を見限り、王月虹(王皇后)に側近侍女として仕え、趙匡胤の寵愛を得る機会を窺った。やがて趙光義・符蓉・王継恩に利用され、鄭恩を陥れて死に追いやり、さらには主人・王皇后を裏切って、皇帝・趙匡胤の寵愛を失わせようと企んだ。
巧妙な策が功を制し、趙匡胤から一夜の寵愛を得ることに成功し、嬪妃にも封じられた。だが、真実の愛を得ることは到底できないと考え、絶望。最後は、「知るべきではないことを多く知りすぎた」として王継恩に死を強要され、失意のうちに自害した。
小蝶(演：劉婧)
古くから宋華洋に仕える侍女。宋華洋とは姉妹のように親しく、その信頼関係は非常に深い。
晋王妃・符蓉の死後、趙匡胤の差配で晋王・趙光義の側室(側妃)となった。結婚後、夫・趙光義に献身的に尽くしていた。だが趙光義は小蝶のことを「趙匡胤が自身のもとに潜り込ませた密偵なのではないか??」と強く疑っていた。やがて自身の行動を趙光義に深く怪しまれ、冷酷非情にも、趙光義によって口封じのために毒殺された。
柳瑤(演：王彤雨)
徐蕊(花蕊夫人・金城夫人)の側近侍女。後蜀にいた時から徐蕊に仕えており、献身的に働き、主人・徐蕊からの信頼が非常に厚い。明るい性格で、孤独な徐蕊の良き相談相手でもある。また、徐蕊と趙匡胤の仲を取り持つべく、大いに尽力した。
蓮香(演：董天晴)
符蓉に仕える侍女。趙光義の私邸(開封府)に仕える侍女でもある。
開封府の侠客・葛覇と恋仲になり、その子を妊娠するほどだった。しかし、趙光義らの密議における機密情報を誤って聞いてしまい、趙光義の命を受けた葛覇によって、口封じのために殺害された。
姫燕珏(演：朱婷)
洛陽の人。将軍・符昭寿にさらわれ、強姦されそうになるが、韓珪によって窮地を救われた(※父親は符昭寿に殺害された)。その後、韓珪とともに汴京に赴き、御史台で符昭寿の大罪を告訴し、趙匡胤にも謁見した。そして一時的に宮中に身を寄せ、咸安殿に住み、宋皇后(宋華洋)とも親しくなった。
韓珪に救われた縁で、彼に惚れ、恋い慕い、宋皇后の取り成しで韓珪に求婚。韓通の墓前で愛を誓い合い、晴れて韓珪と結婚した。
霍氏(※楊力蕲)
呂余慶の妻。娘婿の牛徳水とともに成都で横領を行い、私腹を肥やす。その後、横領の嫌疑を受けた夫を救うべく、趙光義に助けを求めた。
刑部侍郎・陶谷に、「呂余慶の無実の罪を認めろ」と脅迫され、拷問されるも、頑なにこれを拒否。その後、死罪は免じられたが、夫・呂余慶とともに普済寺で謹慎することとなった。
陳摶老祖(演：李建義、※友情出演)
華山の名高い道士。雲台観を営む。重病に陥った趙匡胤を、秘蔵の丹薬で救った。その後、華山の頂上で趙匡胤と熱く語り合い、多くの深く大切な道理・教訓を彼に授け、また趙匡胤の大志を大いに認め、「華山の盟」を結んだ。併せて趙匡胤・高懐徳・張瓊・符昭寿・鄭恩の5人に、義兄弟の契りを結ばせた。
崇陽真人(演：文馨)
汴京の長清観の道長。女道士。徐蕊に請われ、彼女を出家させて自身の門下にしようとした。だがすぐに徐蕊が宮中の女官であることを知り、慌てて彼女を皇宮に送り返した。
姚道士(※王世超)
怪しげな道士。郭通に雇われ、虚言で柴栄を欺き、趙匡胤を陥れようとした。

## 主題歌
OP曲『馳馬操戈闖天下』
作詞：工木
作曲：印青
演唱：呂継宏
ED曲『天下英雄今何在』
作詞：工木
作曲：張宏光
演唱：屠洪綱
挿入曲『待来世』
作詞：工木
作曲：印青
演唱：徐詩景
挿入曲『王者莫問帰』
作詞：安九
作曲：張徴
演唱：多亮
挿入曲『此生作画』
作詞：安九
作曲：張徴
演唱：譚維維
編曲：張恒

## 放映地域
中華人民共和国(中国)、中華民国(台湾)、韓国、マレーシアで放映されている一方、2021年現在、日本未公開である。

## 参考資料
- 台湾正規版DVD『大宋伝奇之趙匡胤 The Legend Of Song』(※全８巻48話)